# A Rainbow in Curved Air
A Rainbow in Curved Air este al treilea album al muzicianului de muzică experimentală și pioneierului muzicii clasice minimaliste Terry Riley, lansat în 1969. 

## Prezentare
Folosind overdubbing-ul, compozitorul, un pianist/ clapetist virtuos, interpretează în piesa ce poartă titlul albumului, la toate instrumentele, orgă electrică, clavecin electric (Rock-Si-Chord), Darbakeh/Tarabuka (sau goblet drum), și tamburină. Lucrarea începe cu un drone minimalist simplu, dar erupe iute în reprezentări de tir rapid captivante, departe de structurile minimaliste tipice ce evoluau lent (cum ar fi în propria lucrare a lui Riley In C). Restul compoziției musicale reprezintă o explorare a diferitelor straturi de texturi de pian și percuție.
Natura în mare parte de improvizație a albumului, bazată pe game modale, datorează mult jazz-ului și muzicii clasice hindustane. Tehnicile overdubbing-ului au fost explorate și anerior de muzicieni de jazz, de remarcat Bill Evans, unul dintre “eroii” pianului pentru Riley,  pe albumul său, devenit deja classic Conversations with Myself, cu patru ani mai devreme, cu cele trei melodii de pian, însă Riley a utilizat o gama mai largă de instrumente și culori.
Deși cu formă continuă, A Rainbow in Curved Air poate fi văzut ca având trei părți sau "mișcări" distincte, asemenea unei sonate sau unui concert de muzică clasică. Prima parte “rapidă” cedează loc unei “mișcări lente” mai contemplative în minutul 6:39. Appoi, partea de final incepe partea de final, mult mai ritmică, în minutul  11:41, dominată de dubec, ce creează o paralelă dintre intrarea tablei în partea finală a ragăi hindustane.
Combinând overdubbing-ul omului-orchestră, instrumente electronice și improvizația, făcută pentru o înregistrare unică și influentă, o lucrare psihedelică definitorie a anilor 1960, sporește prin arta copertei sale tihna poeziei ce constitue notele de album.
Fantomatică și mult mai dificil de asimilat, este compoziția de pe partea "B" a albumului oroginal, intitulată "Poppy Nogood and the Phantom Band." Întrebuințând și aici tehnica overdubbing-ului, Riley interpretează iarăși la toate instrumentele, de această dată și la soprano saxofon (inspirat de interpretarea lui John Coltrane)   și orgă electrică. În plus, Riley a utilizat și un acumulator de decalaj, compus din două mașini de scris, casete audio și o bucată de coardă (aceasta fiind partea "Phantom Band" din titlu). O notă din album explică "Imaginile oglindă separate spațial au fost adaptate pentru înregistrarea de studio de către Glen Kolotkin fiind similare cu sunetul ce Terry îl creează în concertele sale cu durata unei nopți întregi."
În anii 1970 trupa de rock progresiv, Curved Air, și-a pus numele după acest album. 
Albumul l-a inspirit de asemenea pe  Mike Oldfield în binecunoscutul său album "Tubular Bells" și pe Pete Townshend, în părțile de sintetizator, pentru piesele trupei The Who, "Won't Get Fooled Again" și "Baba O'Riley," ultima fiind numită astfel drept omagiu față de Riley și Meher Baba. A Rainbow in Curved Air a avut de asemenea un impact semnificativ asupra dezvoltării minimalismului, muzicii ambient, jazz fusion, Muzicii New Age, rock-ului progresiv, și ulterior muzicii electronice.
Pe 26 aprilie 2007, Riley a susținut un concert live a albumului A Rainbow in Curved Air (Revisited). Inevitabil, el a trebuit să fie asistat și de alți interpreți: Willi Wynant la percuție și Mikhail Graham la sintetizatoare și samplere.
Piesa cu titlul albumului este prezentată de asemenea în jocul video Grand Theft Auto IV pe postul de radio din joc  "The Journey."
O parte din muzica de pe album a fost folosită de Douglas Adams, ca acompaniament de fundal pentru serialul de comedie științifico-fantastică, Ghidul autostopistului galactic.

## Lista pieselor
1. "A Rainbow in Curved Air" – 18:39
2. "Poppy Nogood and the Phantom Band" – 21:38